# Linhares (Celorico da Beira)
Linhares (embora chamada e grafada usualmente como Linhares da Beira), é uma povoação portuguesa sede da Freguesia de Linhares do Município de Celorico da Beira, freguesia tem 15,71 km² de área e 213 habitantes (censo de 2021)., tendo, por isso, uma densidade populacional de 13,6 hab./km².
Linhares foi vila e sede de concelho com foral concedido em 1169. O concelho foi extinto em 1855. Tinha, de acordo com o censo de 1849, 7079 habitantes em 174 km² e 12 freguesias. Em 1801 tinha 5087 habitantes em 164 km² e 13 freguesias.
É uma Aldeia Histórica de Portugal.

## Demografia
A população registada nos censos foi:
| Distribuição da População por Grupos Etários | Distribuição da População por Grupos Etários | Distribuição da População por Grupos Etários | Distribuição da População por Grupos Etários | Distribuição da População por Grupos Etários |
| -------------------------------------------- | -------------------------------------------- | -------------------------------------------- | -------------------------------------------- | -------------------------------------------- |
| Ano                                          | 0-14 Anos                                    | 15-24 Anos                                   | 25-64 Anos                                   | > 65 Anos                                    |
| 2001                                         | 39                                           | 35                                           | 132                                          | 122                                          |
| 2011                                         | 26                                           | 32                                           | 105                                          | 96                                           |
| 2021                                         | 13                                           | 16                                           | 107                                          | 77                                           |

## Património
- Castelo de Linhares da Beira
- Janela Manuelina na Rua do Passadiço
- Pelourinho de Linhares da Beira
- Igreja Matriz de Nossa Senhora da Assunção de Linhares da Beira